# Carlos Bastos
Carlos Bastos (Lisboa, 1947) é um fadista português. O seu maior sucesso é uma versão de "Hey Jude" dos Beatles.

## Percurso
Carlos Alberto da Costa Bastos Gonçalves, nasceu no bairro da Mouraria, em Lisboa. Fez parte de vários agrupamentos de Pop/Rock dos anos 60 tendo tocado no grupo Golden Stars com Fernando Tordo, Tó Queimado e João Guerra e depois com os Chinchilas que partiparam no Teatro Monumental em Lisboa no Concurso Yé-Yé, organizado pelo Movimento Nacional Feminino, e ainda nos Sharks.
O grupo Keepers garva um tema da sua autoria. Em 1969 decide ir viver para o Algarve e é aí que começa a cantar o fado. O seu primeiro disco, editado em 1970, incluía o "Fado do 31".
Grava alguns discos para a editora "Zip Zip" entre eles um single com os temas "Manuel Poliglota" e uma versão de "Hey Jude" com arranjos de António Chainho.
Nos anos 80 exerceu funções como sócio-gerente do Pierrot Pub Bar, em Lisboa.
Com produção e arranjos de Luís Pedro Fonseca gravou o álbum "All That Fado" com versões de sucessos internacionais como "Proud Mary", "It's Now Or Never", "Hey Jude", "The Shadow Of Your Smile", "I Want To Hold Your Hand", "Satisfaction", "El Condor Pasa", "There's A Kind Of Hush", "From Russia With Love" e "Till There Was You" interpretados em formato de fado. .
A versão de "Hey Jude" faz parte da colectânea "All You Need Is Lisboa", editada pela EMI-VC em 2004 com versões portuguesas dos Beatles. É um dos convidados do especial "Febre de Sábado de Manhã", com Júlio Isidro, no Pavilhão Atlântico.
Continua a viver no Algarve onde começou a cantar o Fado e onde segue uma carreira de sucesso como "entertainer". Em 2011 voltou a atuar em Losboa, desta vez no restaurante a Casa da Mariquinhas.
Algumas actuações na Televisão
- Canal VDR3 (Alemanha) Restaurante Algarve em Bona e pousada em Colónia (anos 80) produção Costa Coelho
- RTP2 "O Nosso Século", com o actor e apresentador Rui Mendes, 1988
- RTP1 "Passeio dos Alegres", com Julio Isidro - "Domingo Gordo", 1993
- SIC "Vibrações", com José Rangel, no Trigolimpo em Vilamoura, 1998
- RTP2 "A Outra Face da Lua", com Júlio Isidro, 2000
- RTP1 "Assalto à televisão", com Júlio Isidro, Ana Bola e Carlos Cruz
- RTP1 "Câmara do Cândido", com Cândido Mota
- RTP2 "Temas e Teimas" com Luis Pereira de Sousa
- RTP1 "Febre de sábado de manhã", com Júlio Isidro, no Pavilhão Atlântico, 2005
- RTP1 "Portugal no Coração", rubrica Cantinho dos Artistas, com Júlio Isidro, 2005
- RTP1 "A vez e a voz", com Duo Ouro Negro

## Discografia
- Fado do 31 (1970)
- O Homem Que Veio Do Futuro / Diário Da Vida / A História De Uma Princesinha / Retrato Do Borrachinho (EP, RR) EP 0052 [5]
- É Loucura / Chaves da Vida / Fado do Lenço / Saudade Vai-te Embora (EP, RR) EP 0082 [6]
- Recado A Lisboa / Por Morrer Um Andorinha / Timpanas / Bairro Alto  ‎(EP, Zip Fado )  FAD 11.002/E
- Fado Filosófico ‎/  Cacilheiro  / Poema De António Botto / Quadras Do Poeta Aleixo (EP, Zip Zip)  Zip 10.047/E
- Manuel Poliglota / Hey Jude ‎(Single, Zip Zip, 1973)  Zip 30.040
- Santo Fado de Lisboa / Parceiros da Madrugada (Single, EMI)
- All That Fado (CD, Discossete, 1993) [7]

## Ligações
- http://malomil.blogspot.pt/2014/12/all-that-fado.html
- http://www.carlosbastos.eu/indexpt.htm (http://archive.com)
- http://guedelhudos.blogspot.com/2008/01/hey-jude-por-carlos-bastos.html
- http://a-trompa.net/sons-dispersos/sons-dispersoscarlos-bastos/